# Кевин Лиллиана
Кеви́н Лиллиа́на Джунэ́ди (индон. Kevin Lilliana Junaedy; род. 5 января 1996, Бандунг) — индонезийская модель, победительница конкурса красоты «Мисс Интернешнл 2017».

## Биография

### Юность и образование
Кевин Лиллиана родилась 5 января 1996 года в Бандунге в семье этнического китайца Эдди Фо Джунэди и сунданки Лины Юлианти. У неё есть младший брат. 
Начала карьеру модели в 4-м классе. Получила образование в Христианском университете Маранафа, закончив факультет искусств и дизайна со степенью бакалавра в области дизайна интерьера.

### Карьера
31 марта 2017 года выиграла национальный конкурс «Экологическая принцесса Индонезии», а также две номинации «Лучший традиционный костюм» и стала первой вице-мисс в номинации «Мисс Талант».
Как победительница национального конкурса красоты она представляла Индонезию на «Мисс Интернешнл 2017» и 14 ноября 2017 года была коронована как «Мисс Интернешнл». Кевин стала первой представительницей Индонезии, которая выиграла конкурс. Она выиграла специальную награду в конкрусе «Мисс Лучший Наряд».

### Семья
2 февраля 2020 года Лилиана вышла замуж за певца и продюсера Оскара Махендру, в браке с которым двое детей — дочь (род. 2020) и сын (род. 2023).